# (9498) Westerbork
(9498) Westerbork es un asteroide perteneciente al cinturón de asteroides descubierto el 29 de septiembre de 1973 por Cornelis Johannes van Houten en conjunto a su esposa también astrónoma Ingrid van Houten-Groeneveld y el astrónomo Tom Gehrels desde el Observatorio del Monte Palomar, Estados Unidos.

## Designación y nombre
Designado provisionalmente como 1197 T-2. Fue nombrado  por el radiotelescopio de síntesis Westerbork, en los Países Bajos, inaugurado en 1970, ha destacado en estudios de hidrógeno neutro en galaxias cercanas y distantes, en estudios del continuo de radiogalaxias y en estudios a gran escala. También es un componente importante de la red europea VLBI.

## Características orbitales
Westerbork está situado a una distancia media del Sol de 2,359 ua, pudiendo alejarse hasta 2,844 ua y acercarse hasta 1,873 ua. Su excentricidad es 0,206 y la inclinación orbital 1,759 grados. Emplea 1323,26 días en completar una órbita alrededor del Sol.
Pertenece a la familia de asteroides de (135) Hertha.

## Características físicas
La magnitud absoluta de Westerbork es 16,00. 